# Club Esportiu Menorca
El Club Esportiu Menorca és un club de futbol menorquí de la ciutat de Maó.

## Història
El club va ser fundat el 1918 com a Menorca Foot-ball Club impulsats per José Maldonado Olives. Començà a jugar a l'esplanada de Maó amb el nom Menorca Fighter. L'1 de març de 1920 es va constituir la primera junta directiva de la societat i el 25 de juliol d'aquest any va lluir per primera vegada els colors blaugrana. El 1932 va canviar la seva denominació a Club Esportiu Menorca, amb l'ànim d'albergar diverses seccions esportives. 
La temporada 1953-54 debutà a Tercera Divisió, en aquells dies tercer nivell de la lliga espanyola. La temporada 1961-62 es va proclamar, per primera vegada, campió de la lliga de Tercera i va disputar la promoció d'ascens a Segona Divisió, sent superat en la primera eliminatòria pel CD Manchego. La campanya 1963-1964 va repetir títol, quedant a la portes de la categoria de plata, en perdre en el partit decisiu de desempat per 5-0 contra el CD Calvo Sotelo. La temporada 1964-65 va ser subcampió del seu grup de Tercera Divisió, disputant per última vegada, fins a la data, la fase d'ascens Segona. El 1970 descendí, posant fi a 16 campanyes consecutives a Tercera Divisió. Encara que dos anys més tard va aconseguir recuperar la categoria, una reestructuració en finalitzar la temporada 1973-74 el va abocar de nou a Regional Preferent. El va acompanyar en el descens el seu històric rival local, la Unió Esportiva Maó, deixant a l'illa sense representants en categoria nacional.
El 1974 es fusionaren ambdós clubs, donant vida el Club de Futbol Sporting Maonès. Després de la fusió, ambdós clubs continuaren amb els seus equips de futbol base, i el Menorca constituí el 1976 un nou equip sènior anomenat Club Deportivo Isleño. Aquest club va arribar a jugar sis temporades a tercera divisió entre 1986 i 1991. Adoptà el nom Menorca Atlètic. Després d'una llarga batalla legal, el 2001, foren autoritzats a competir amb el nom i símbols tradicionals del CE Menorca. El primer equip del CE Menorca va tornar a la competició la temporada 2001/02, prenent la plaça a Preferent del Menorca Atlètic, que va dissoldre el seu equip sènior.

## Estadi

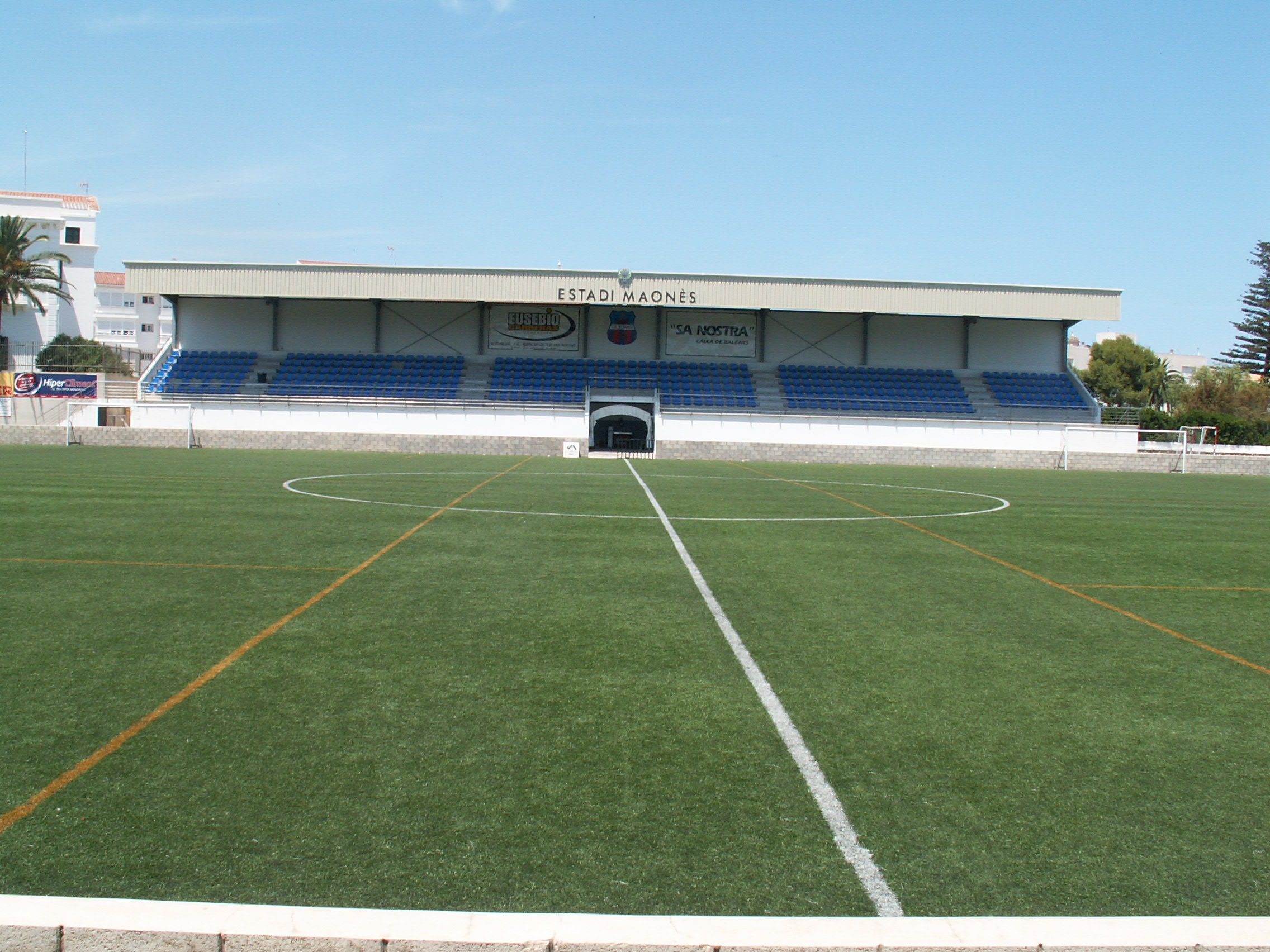
Estadi Maonès.

El Club Esportiu Menorca disputes els seus partits a l'Estadi Maonès. Fou inaugurat el 27 d'abril de 1924.

## Palmarès
- Tercera Divisió espanyola de futbol: 
  - 1962, 1964